# چهارطاق (کیار)
چهارطاق، روستایی از توابع دهستان مشایخ بخش ناغان شهرستان کیار در استان چهارمحال و بختیاری ایران است.

## جمعیت
این روستا در دهستان ناغان قرار دارد و براساس سرشماری مرکز آمار ایران در سال ۱۳۸۵، جمعیت آن ۲۱۰ نفر (۵۰خانوار) بوده‌است.